# Halomitra meierae
Halomitra meierae är en korallart som beskrevs av Veron och Maragos 2002. Halomitra meierae ingår i släktet Halomitra och familjen Fungiidae. Inga underarter finns listade i Catalogue of Life.